# Wereldkampioenschappen schermen 1988
De 37ste wereldkampioenschappen schermen werden gehouden in Orléans, Frankrijk in 1987. Omdat de Olympische Spelen in hetzelfde jaar plaatsvonden, werd de enige discipline die niet op de Spelen voorkwam, vrouwen degen, gehouden in Orléans. De organisatie lag in de handen van de FIE.

## Resultaten

### Vrouwen
| Discipline        | Goud                                                                           | Goud | Zilver                                                                  | Zilver | Brons                                                                          | Brons |
| ----------------- | ------------------------------------------------------------------------------ | ---- | ----------------------------------------------------------------------- | ------ | ------------------------------------------------------------------------------ | ----- |
| Degen individueel | Brigitte Benon                                                                 | FRA  | Sophie Moressée-Pichot                                                  | FRA    | Ninni Eglen                                                                    | SWE   |
| Degen ploegen     | Carmen Engert Eva-Maria Ittner Sabine Krapf Renate Riebandt-Kaspar Ute Schäper | FRG  | Valérie Devaux Nathalie Devillers Brigitte Benon Sophie Moressée-Pichot | FRA    | Saba Amendolara Alessandra Anglesio Cecilia Salvioli Elisa Uga Natalie Vezzali | ITA   |

## Medaillespiegel
| Plaats | Land           | Goud | Zilver | Brons | Totaal |
| 1      | Frankrijk      | 1    | 2      | 0     | 3      |
| 2      | West-Duitsland | 1    | 0      | 0     | 1      |
| 3      | Italië         | 0    | 0      | 1     | 1      |
| 3      | Zweden         | 0    | 0      | 1     | 1      |
| Totaal | Totaal         | 2    | 2      | 2     | 6      |

1937 · 1938 · 1947 · 1948 · 1949 · 1950 · 1951 · 1952 · 1953 · 1954 · 1955 · 1956 · 1957 · 1958 · 1959 · 1961 · 1962 · 1963 · 1965 · 1966 · 1967 · 1969 · 1970 · 1971 · 1973 · 1974 · 1975 · 1977 · 1978 · 1979 · 1981 · 1982 · 1983 · 1985 · 1986 · 1987 · 1988 · 1989 · 1990 · 1991 · 1992 · 1993 · 1994 · 1995 · 1997 · 1998 · 1999 · 2000 · 2001 · 2002 · 2003 · 2004 · 2005 · 2006 · 2007 · 2008 · 2009 · 2010 · 2011 · 2012 · 2013 · 2014 · 2015 · 2016 · 2017 · 2018 · 2019 · 2022 · 2023